# Baek Jong-hwan
Đây là một tên người Triều Tiên, họ là Baek.
Baek Jong-hwan (sinh ngày 18 tháng 4 năm 1985) là một cầu thủ bóng đá Hàn Quốc thi đấu cho Daejeon Citizen ở K League Challenge.

## Sự nghiệp
Baek bắt đầu sự nghiệp thi đấu với Jeju United năm 2008. Vào tháng 7 năm 2010, anh chuyển đến Gangwon FC.

### Thống kê
Tính đến 31 tháng 10 năm 2011
| Thành tích câu lạc bộ | Thành tích câu lạc bộ | Thành tích câu lạc bộ | Giải vô địch | Giải vô địch | Cúp     | Cúp       | Cúp Liên đoàn | Cúp Liên đoàn | Tổng cộng | Tổng cộng |
| Mùa giải              | Câu lạc bộ            | Giải vô địch          | Số trận      | Bàn thắng    | Số trận | Bàn thắng | Số trận       | Bàn thắng     | Số trận   | Bàn thắng |
| Hàn Quốc              | Hàn Quốc              | Hàn Quốc              | Giải vô địch | Giải vô địch | Cúp KFA | Cúp KFA   | Cúp Liên đoàn | Cúp Liên đoàn | Tổng cộng | Tổng cộng |
| --------------------- | --------------------- | --------------------- | ------------ | ------------ | ------- | --------- | ------------- | ------------- | --------- | --------- |
| 2008                  | Jeju United FC        | K League              | 2            | 0            | 1       | 0         | 5             | 0             | 8         | 0         |
| 2009                  | Jeju United FC        | K League              | 3            | 0            | 0       | 0         | 2             | 0             | 5         | 0         |
| 2010                  | Jeju United FC        | K League              | 0            | 0            | 0       | 0         | 0             | 0             | 0         | 0         |
| 2010                  | Gangwon FC            | K League              | 7            | 1            | 0       | 0         | 0             | 0             | 7         | 1         |
| 2011                  | Gangwon FC            | K League              | 17           | 0            | 0       | 0         | 3             | 0             | 20        | 0         |
| Tổng cộng sự nghiệp   | Tổng cộng sự nghiệp   | Tổng cộng sự nghiệp   | 29           | 1            | 1       | 0         | 10            | 0             | 40        | 1         |